# Крис Еверт
Кристин Мари Еверт Мил (енгл. Christine Marie Evert Mill) је бивша америчка тенисерка. У својој каријери је освојила 18 гренд слем турнира, укључујући рекордних 7 на Ролан Гаросу. Такође је освојила 3 гренд слем турнира у пару. Рекорд од 1.304 победа и 144 пораза је јединствен у каријери било ког тенисера или тенисерке. Године 1995. примљена је у тениску кућу славних.
Еверт је остварила до 34 велика финала у синглу, највише у историји. У синглу, Еверт је стигла до полуфинала или боље у 52 од 56 турнира које је играла, укључујући 34 узастопна такмичења од УС Опена 1971. до Отвореног првенства Француске 1983. године. Никада није изгубила у првом, ни у другом кругу великих турнира, а у трећем је изгубила само два пута. Она држи рекорд по броју узастопних година (13) освајања најмање једне велике титуле. Проценат Евертових победа у каријери у појединачним мечевима од 89,97% (1309–146) је други највећи у Отвореној ери, за мушкарце и жене. На шљаци, њен проценат победа у каријери у појединачним мечевима од 94,55% (382–22) остаје рекорд WTA турнеје. Такође је освојила три велике титуле у дублу.

## Статистика каријере

### Распоред наступа на гренд слем појединачно
| P | F | PF | ČF | #K | GF | KV | N | NO |

| Турнир                    | 1971  | 1972  | 1973  | 1974  | 1975  | 1976  | 1977  | 1977  | 1978  | 1979  | 1980  | 1981  | 1982  | 1983  | 1984  | 1985  | 1986  | 1987  | 1988  | 1989  | Каријера | W-L    |
| ------------------------- | ----- | ----- | ----- | ----- | ----- | ----- | ----- | ----- | ----- | ----- | ----- | ----- | ----- | ----- | ----- | ----- | ----- | ----- | ----- | ----- | -------- | ------ |
| Аустралија опен           | A     | A     | A     | F     | A     | A     | A     | A     | A     | A     | A     | F     | W     | A     | W     | F     | NH    | A     | F     | A     | 2 / 6    | 30–4   |
| Француски опен            | A     | A     | F     | W     | W     | A     | A     | A     | A     | W     | W     | SF    | SF    | W     | F     | W     | W     | SF    | 3R    | A     | 7 / 13   | 72–6   |
| Вимблдон                  | A     | SF    | F     | W     | SF    | W     | SF    | SF    | F     | F     | F     | W     | F     | 3R    | F     | F     | SF    | SF    | SF    | SF    | 3 / 18   | 96–15  |
| УС опен                   | SF    | SF    | SF    | SF    | W     | W     | W     | W     | W     | F     | W     | SF    | W     | F     | F     | SF    | SF    | QF    | SF    | QF    | 6 / 19   | 101–12 |
| SR                        | 0 / 1 | 0 / 2 | 0 / 3 | 2 / 4 | 2 / 3 | 2 / 2 | 1 / 2 | 1 / 2 | 1 / 2 | 1 / 3 | 2 / 3 | 1 / 4 | 2 / 4 | 1 / 3 | 1 / 4 | 1 / 4 | 1 / 3 | 0 / 3 | 0 / 4 | 0 / 2 | 18 / 56  | 299–37 |
| Рангирање на крају године |       | 3     | 3     | 1     | 1     | 1     | 1     | 1     | 1     | 2     | 1     | 1     | 2     | 2     | 2     | 2     | 2     | 3     | 3     | 10    |          |        |

1. ↑  Последњи велики наступ Евертове је био на УС опену 1989. године, када је била рангирана на 4. месту на свету.

## Успеси на гренд слемовима

### Појединачно: 34 финала (18 победа, 16 пораза)
| Исход  | Година | Турнир                            | Подлога | Противница у финалу | Резултат         |
| ------ | ------ | --------------------------------- | ------- | ------------------- | ---------------- |
| Финале | 1973.  | Ролан Гарос                       | Шљака   | Маргарет Корт       | 6–7, 7–6, 6–4    |
| Финале | 1973.  | Вимблдон                          | Трава   | Били Џин Кинг       | 6–0, 7–5         |
| Финале | 1974.  | Отворено првенство Аустралије     | Трава   | Ивон Гулагонг       | 7–6, 4–6, 6–0    |
| Победа | 1974.  | Ролан Гарос                       | Шљака   | Олга Морозова       | 6–1, 6–2         |
| Победа | 1974.  | Вимблдон                          | Трава   | Олга Морозова       | 6–0, 6–4         |
| Победа | 1975.  | Ролан Гарос (2)                   | Шљака   | Мартина Навратилова | 2–6, 6–2, 6–1    |
| Победа | 1975.  | Отворено првенство САД            | Шљака   | Ивон Гулагонг       | 5–7, 6–4, 6–2    |
| Победа | 1976.  | Вимблдон (2)                      | Трава   | Ивон Гулагонг       | 6–3, 4–6, 8–6    |
| Победа | 1976.  | Отворено првенство САД (2)        | Шљака   | Ивон Гулагонг       | 6–3, 6–0         |
| Победа | 1977.  | Отворено првенство САД (3)        | Шљака   | Венди Тарнбул       | 7–6, 6–2         |
| Финале | 1978.  | Вимблдон (2)                      | Трава   | Мартина Навратилова | 2–6, 6–4, 7–5    |
| Победа | 1978.  | Отворено првенство САД (4)        | Тврда   | Пем Шрајвер         | 7–5, 6–4         |
| Победа | 1979.  | Ролан Гарос (3)                   | Шљака   | Венди Тарнбул       | 6–2, 6–0         |
| Финале | 1979.  | Вимблдон (3)                      | Трава   | Мартина Навратилова | 6–4, 6–4         |
| Финале | 1979.  | Отворено првенство САД            | Тврда   | Трејси Остин        | 6–4, 6–3         |
| Победа | 1980.  | Ролан Гарос (4)                   | Шљака   | Вирђинија Рузич     | 6–0, 6–3         |
| Финале | 1980.  | Вимблдон (4)                      | Трава   | Ивон Гулагонг       | 6–1, 7–6         |
| Победа | 1980.  | Отворено првенство САД (5)        | Тврда   | Хана Мандликова     | 5–7, 6–1, 6–1    |
| Победа | 1981.  | Вимблдон (3)                      | Трава   | Хана Мандликова     | 6–2, 6–2         |
| Финале | 1981.  | Отворено првенство Аустралије (2) | Трава   | Мартина Навратилова | 6–7, 6–4, 7–5    |
| Финале | 1982.  | Вимблдон (5)                      | Трава   | Мартина Навратилова | 6–1, 3–6, 6–2    |
| Победа | 1982.  | Отворено првенство САД (6)        | Тврда   | Хана Мандликова     | 6–3, 6–1         |
| Победа | 1982.  | Отворено првенство Аустралије     | Трава   | Мартина Навратилова | 6–3, 2–6, 6–3    |
| Победа | 1983.  | Ролан Гарос (5)                   | Шљака   | Мима Јаушовец       | 6–1, 6–2         |
| Финале | 1983.  | Отворено првенство САД (2)        | Тврда   | Мартина Навратилова | 6–1, 6–3         |
| Финале | 1984.  | Ролан Гарос (2)                   | Шљака   | Мартина Навратилова | 6–3, 6–1         |
| Финале | 1984.  | Вимблдон (6)                      | Трава   | Мартина Навратилова | 7–6, 6–2         |
| Финале | 1984.  | Отворено првенство САД (3)        | Тврда   | Мартина Навратилова | 4–6, 6–4, 6–4    |
| Победа | 1984.  | Отворено првенство Аустралије (2) | Трава   | Хелена Сукова       | 6–7(4), 6–1, 6–3 |
| Победа | 1985.  | Ролан Гарос (6)                   | Шљака   | Мартина Навратилова | 6–3, 6–7(4), 7–5 |
| Финале | 1985.  | Вимблдон (7)                      | Трава   | Мартина Навратилова | 4–6, 6–3, 6–2    |
| Финале | 1985.  | Отворено првенство Аустралије (3) | Трава   | Мартина Навратилова | 6–2, 4–6, 6–2    |
| Победа | 1986.  | Ролан Гарос (7)                   | Шљака   | Мартина Навратилова | 2–6, 6–3, 6–3    |
| Финале | 1988.  | Отворено првенство Аустралије (4) | Тврда   | Штефи Граф          | 6–1, 7–6(3)      |